# 浅川真洋
浅川 真洋（あさかわ まさひろ、1979年6月7日 - ）は、作曲家、音楽家。JETT.A（Japan Elegant Transform Technology and Arts）名義で、プロデューサー、リミキサーとしても活動している。

## 来歴・人物
大阪府箕面市生まれ。大学では国際関係学を専攻。また、アートスクールにおいて、音楽のみならず、現代アート、映像、デザイン、建築、写真、編集などを横断的に研究 。青山学院大学大学院総合文化政策学研究科修了。
クラブカルチャー、現代アートシーンをリアルタイムで通過した、伝統と先端が共存する作曲・音楽スタイルで、日本をはじめアメリカ、フランス、中国など、国境を越えて数多くの組織、企業、放送局、ブランドのための音楽を制作するなど、活動範囲は多岐に及んでいる。

## 最近の主な活動
- 2016年東京オリンピック 海外向けPR映像用音楽

- 成田空港ミュージカル　英作詞・作曲・編曲・サウンドプロデュース
- 経済産業省『Check!PC2009』セキュリーナデビュー曲
- 短編映画『堂堂めぐり（英語名：Pilgrimage）』音楽担当（ニース国際映画祭 作曲賞ノミネート）
- 映像作品『京都岩倉 実相院』音楽担当（アメリカ、イタリア、サウジアラビアなどで上映）
- ユニバーサル ミュージック「U-EXPO『Universal Music New Artist Showcase 2017』」オープニング
- 日本コロムビア100周年・新サウンドロゴ
- 東京JAZZ 2009 2010 2015（第14回）イベントオープニング用楽曲
- 東京マラソン2017　チャイム、アラート制作
- 舞台『滝沢歌舞伎（2014、2015、2017）』『Endless SHOCK』『ABC座 ジャニーズ伝説』『ANOTHER』楽曲提供
- ディスカバリーチャンネル『Rebuilding Japan - Dreaming of Utopia（日本名：未来への挑戦～蘇る陸前高田）』オリジナルサウンドトラック
- ディスカバリーチャンネル『INSIDE OUT - Rise of Smart Tech』オリジナルサウンドトラック
- 文化放送新ステーションサウンド・ジングル（交通情報・天気予報・文化放送ニュース）・BGM（交通情報・天気予報）・時報チャイム
- 文化放送『The News Masters TOKYO』オリジナルサウンドトラック
- 文化放送『QRソング開局65周年記念スペシャルREMIX!!』
- 文化放送『大きなツリーの木の下で～from SKY TREE TOWN(R) STUDIO』エンディングテーマ、ジングル、BGM
- NHK WORLD『Asia in View』テーマ曲
- NHK『デジタル・スタジアム（デジスタ）』オリジナルサウンドトラック
- NHK『テレマップ』オープニング
- NHK Eテレ『おとなの基礎英語』レギュラー楽曲使用
- NHK Eテレ『からだであそぼ』きょうのサムライ、禅の作法
- NHK BS『Let’s クライミング』オープニング、エンディングなど

- NHK BS『アジア新世代研究所』テーマ曲
- NHK BS『ジェネレーションY ～地球未来図～』テーマ曲
- NHK BS『おはよう世界』テーマ曲（編曲）
- NHKオンライン『NHKニュース』オープニング曲

- テレビ朝日『東京サイト』オープニング
- テレビ朝日『言いにくいことをハッキリ言うTV』オープニング
- BS朝日『アジア神秘紀行』オリジナルサウンドトラック
- BS朝日『はやぶさ2 あの感動をもう一度』テーマ曲など
- BS朝日『いにしへ日和』オープニング

- BS-TBS『ピエール・カルダン～革新の60年』オープニング、エンディング
- フジテレビ系テレビ愛媛開局40周年記念番組『歴史ロマン紀行 よみがえる龍馬の夢』音楽

- テレビ東京『追跡LIVE! Sportsウォッチャー』オープニング
- テレビ東京『しまじろうのわお！』楽曲提供
- テレビ東京『鉄道警察官 走る捜査線』オリジナルサウンドトラック
- 坂本龍馬生誕180周年記念からくり時計3Dプロジェクションマッピング　音楽担当
- MIKIMOTO『ミキモトジャンボクリスマスツリー2008』音楽担当

- TOYOTA × NHK『大河ドラマ50 ドライブラリー』CF
- TOYOTA『TOYOTA 3年ぶんください。』スペシャルコンテンツ
- TOYOTA『HIACE』 TVCM、スペシャルムービー
- TOYOTA『Passo Sette』スペシャルコンテンツ
- Volkswagen『Sustainability』
- NISSAN『ELGLAND』スペシャルコンテンツ
- SONY『Sound History since 1979』
- SONY『BRAVIA』CF（フランスのテレビにて放映）
- SONY『4K HDR TV - X93D series』（北米向け）
- GE『Inventing the Next Industrial Era with Japan』オープニング楽曲
- SHISEIDO『AUPRES』CF（中国向け）

- ENEOS『Dr. Drive』スペシャルコンテンツ

- LEGO『LEGO CREATOR Red Dragon レゴクリエイター レッドドラゴン』TVCM
- LEGO『LEGO CREATOR Apple Tree House レゴクリエイター マイホーム』TVCM
- UNIVERSAL LANGUAGE WEB用音楽
- LOWRYS FARM CF
- 国立新美術館『モディリアーニ展』スペシャルコンテンツ
- Hey! Say! JUMP『LIVE TOUR 2014 smart』楽曲提供
- SKE48『全国ツアー』『冬コン2015』楽曲提供
- HKT48『春のライブツアー ～サシコ・ド・ソレイユ 2016～』楽曲提供

など

## ディスコグラフィ

### アルバム
- 『アジア神秘紀行　オリジナルサウンドトラック』浅川真洋 （2012年4月25日・COCP-37296）

- 『映画泥棒』JETT.A （2011年7月7日・RBCP-2533）

- 『TOM and JERRY - American Cartoon Dancing Xmas MIX』JETT.A（2013年11月16日・RBCP-2709）
- 『TOM and JERRY - Dancin' Cartoon』JETT.A（2013年11月29日・RBCP-2715）
- 『Parade Swing Attraction Sound / Disney Dance Mix Mixed by JETT.A』JETT.A （2015年4月24日・RBCP-  2898）
- 『Ultimate Beats Mix MONDO SELECTION Mixed by JETT.A』JETT.A（2016年12月7日・RBCP-3166）
- 『Ultimate Beats Mix JUMP JIVE PROJECT Featuring Karen Aoki』JETT.A（2016年12月7日・RBCP-3167）

### 参加作品
- 『Burlesque - バーレスク』V.A.（2012年4月・配信限定）
- 『JAZZIN' Xmas』V.A.（2011年11月・RBCP-2604）
- 『Sweet Cafe～Weekend Time』V.A.（2011年10月・RELAX003）
- 『夢を叶えるクラシック』V.A.（2011年7月・RBCP-2590）
- 『Soul Source Production presents Mellow Feel』Soul Source Production（2011年6月・SLWK-010）
- 『よるのピアノカフェ』V.A.（2011年3月・RBCP-2530）
- 『60 Minutes Music for More Fun Running!』V.A.（2011年2月・配信限定）
- 『大人BAR』V.A.（2011年2月・OTONA-010）

『ELECTRO SWING CHRISTMAS』V.A.（2010年11月・RBCP-2499）
- 『girly cafe ~女子力アップMusic~』V.A. （2013年4月・配信限定）
- 『TOKYO - Japanese Incredible Club Music』V.A. （2013年7月・RBCP-2674）
- 『エレクトロ・スウィング・パレード』V.A. （2015年12月・配信限定）

### シリーズ作品
- 『24時間のための音楽』（2009年・United Oceans・配信限定）